# Montevirginio
Montevirginio è una frazione di Canale Monterano in provincia di Roma.

## Storia

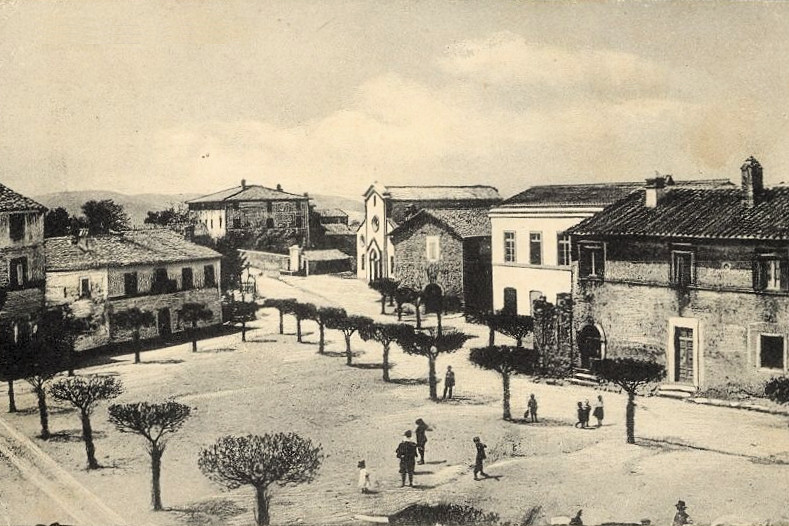
Piazza S. Egidio a Montevirginio (inizi del XX secolo).

Montevirginio ebbe origine da un nucleo di capanne sorte sulle pendici settentrionali del Mons Saxanus e si sviluppò per iniziativa di Virginio Orsini, duca di Bracciano, al principio del XVII secolo. Ma l’occupazione di questo versante della montagna risale ad un periodo ben più antico. In epoca romana, infatti, sul Mons Saxanus era praticato il culto di Bona Dea, dea madre della fertilità e della salute, alla quale erano offerti doni rituali dalle donne di un villaggio posto nelle vicinanze.
Doveva far parte di questo santuario anche un’ara di forma cubica databile al periodo augusteo eretta in località Sassano, riportante l'iscrizione NPULLIUS.V. “Numerius Pullius ha dedicato” interpretata da Lidio Gasperini probabilmente per la Bona Dea, ricavata direttamente dalla roccia e localmente conosciuta come “Altarone”.
Fra il Cinquecento e il Seicento sulle falde della collina si insediarono coloni umbri e toscani; inoltre nel 1615 il versante settentrionale del Monte, proprietà della famiglia Orsini, fu scelto per fondare un santuario eremitico dedicato al culto della Madre di Dio.
Montevirginio, che prese il nome del duca Virginio Orsini, ebbe dunque una genesi solo in parte simile a quella di Canale. Lungo la strada principale fu innalzata la chiesa, si sviluppò la piazza e sorsero le case, disposte isolate o a schiera. Più tardi il nuovo centro abitato venne inserito in un progetto di riassetto urbanistico promosso dalla famiglia Altieri, divenuta proprietaria di queste terre nel 1671.
Una lunga strada bordata di olmi, detta l'Olmata, che attraversava il borgo, fu creata come asse di collegamento fisico e visivo tra il palazzo Altieri di Oriolo, la chiesa della Madonna delle Grazie e l'eremo di Montevirginio. A questo asse doveva corrisponderne uno perpendicolare, a formare una croce, mai terminato.
La via d’accesso originale all'eremo avveniva attraverso la portineria Nord-Est costruita nel 1672.
L'eremo è circondato da un muro delimitante il Santo deserto e che segue il perimetro di Monte Calvario. L'opera che comprendeva delle porte di accesso al Santo deserto non è stata mai completamente realizzata secondo il disegno originale.

## Geografia fisica
Montevirginio si trova a circa 3 km da Canale Monterano sulla strada che va a Oriolo Romano.
Al centro dell'abitato, sulla piazzetta omonima, si trova la chiesa ottocentesca di S. Egidio Abate.